# Помералица
Помералица или пузле (енгл. tour puzzle), закође и клизајућа помералица, слагалица, је слагалица која изазива играча да правилно распореди помералице које се могу померати дуж одређених праваца. Помералице се могу састојати од једноставних облика, или могу бити обележене бојама, обрасцима, секцијама веће слике (попут обичне слагалице), бројевима или словима.
Помералице су у суштини дводимензионалне по природи и клизање плочица олакшано је механички повезаним деловима или тродимензионалним токенима. Како овај пример показује, неке помералице су представљене низом међусобно повезаних делова. Међутим, механички распореди обично нису од суштинског значаја за решавање помералице, делови могу бити токени који се на равној плочи померају у складу са одређеним правилима.
За разлику од других врста слагалица, помералица клизајућег блока забрањује подизање било ког дела помералице са табле. Ово правило издваја помералице клизајућег блока од помералица које се решавају слободним померањем делова слагалице. Дакле, потези и путеви се отварају на основу сваког одиграног потеза у оквиру дводимензионалних плоча који су важни делови у решавању помералице.
Најстарији тип клизајуће помералице је петнаестоделна помералица, измислио је Ној Чапман (Noyes Chapman) 1980. године, Сем Лојд (Sam Loyd) је често погрешно приписивао себи израду клизајуће помералице његовим лажним тврдњама да је измислио петнаестоделну помералицу. Чапманов изум је допринео да помералице постану изузетно популарне у раним осамдесетим годинама прошлог века.
Од 1950. године па све до 80-тих клизајуће помералице које су имале задатак да од слова формирају речи, биле су веома популарне. Ове врсте слагалица имају неколико могућих решења.
Петнаестоделна помералица је компјутеризована и примери су бесплатно доступни на интернету на разним веб страницама. У питању је наследник слагалице код које је поента да се формира слика на екрану. Последњи квадрат помералице ће аутоматски бити приказан када се сви остали делови помералице правилно распореде.

## Галерија
- Решена петнаестоделна помералица.
- Помералица од слова
- 3x3 помералица
- Klotski помералица